# 地頭請
地頭請（じとううけ）とは、鎌倉時代の地方の荘園支配の形態の一つ。
荘園領主と地頭が契約を取り交わし、毎年一定額の上納分を領主に納めることを条件として、地頭がその荘園の管理・支配・年貢の徴収を任されるという制度。
領主からみれば豊作・凶作の作柄によらず一定額の収入を確保でき、地頭側は不作時のリスクはあるものの上納額以外はすべて自分の収入となるという利点があった。